# 汶川特大地震震中纪念馆
汶川特大地震震中纪念馆位于四川省汶川县映秀镇，是为纪念汶川大地震而设立的纪念馆。

## 历史
于2009年12月16日动工，并在2010年底完工。包括纪念馆主体和纪念陵园两个部分，占地面积25106平方米，投资额高达5488.96万元。整个工程广东省东莞市援建，由中国工程院院士、东莞人何镜堂主持设计。